# Nicolae Gheorghe
Nicolae Gheorghe (n. 12 noiembrie 1946, Roșiorii de Vede, Teleorman, România – d. 8 august 2013) a fost un sociolog și activist român de etnie romă. 

## Biografie
Nicolae Gheorghe s-a născut într-o familie de romi. Tatăl său era zlătar, iar mama sa se trăgea din vătrași și lăutari. Avea nouă ani când părinții s-au mutat la București.
A studiat, între anii 1968–1972, filosofia și sociologia la Universitatea din București. În timpul facultății a devenit președintele Asociației Studenților Comuniști (ASC). A absolvit facultatea ca șef de promoție, obținând media 10,50, cele 50 de sutimi în plus față de 10 fiind un punctaj onorific pentru prestația în ASC. 

## Activitate profesională și civică
După absolvirea facultății, a lucrat la Centrul de Cercetări Sociologice (inițial la Universitatea București, apoi la Academia Română). Din ce în ce mai mult, începe să combine interesul personal cu activitățile profesionale, elaborând studii sociologice despre romi care l-au condus în diferite regiuni și cunoscând diferite neamuri de rromi. Relaționarea cu aceste grupuri l-a făcut să înceapă să învețe limba romani, exercițiu desăvârșit prin apropierea de Ion Cioabă (mai târziu auto-proclamat „rege” al romilor) și familia acestuia. 
Începând cu mijlocul anilor 1970, Partidul Comunist Român a inițiat dezbateri interne cu privire la integrarea grupurilor marginalizate cum erau romii. Începând cu anul 1974, Nicolae a investigat situația romilor din România și a dezvoltat conceptul de integrare socială a acestora. Contactele sale cu lumea academică occidentală au făcut ca ușor-ușor să nu mai fie agreat de către sistem, fiind acuzat de manipulare și exagerare a problematicii „rrome”. A fost chestionat de către Securitate, proiectul de cercetare oprit, trebuind să se întoarcă la cercetarea „dezvoltării rurale”. În 1981, trimite o scrisoare informativă cu privire la situația romilor din România la Europa Liberă, urmată de o alta, trimisă de prof. dr. Vasile Burtea, sociolog român de etnie romă. Pseudonimele sub care au fost trimise cele două scrisori sunt Cosmina Cosmin și Alexandru Danciu.
În 1990, urmare a Pogromului asupra cartierelor de romi din București din 14–15 iunie, a convins Organizația pentru Securitate și Cooperare în Europa să includă în Declarația sa problematica romă în termeni de securitate, fapt care l-a pus din nou pe lista neagră a statului român. În 1993 a înființat, alături de alți oameni, „Asociația Romani CRISS”. A fost unul dintre inițiatorii principali ai mișcării care a susținut folosirea termenului de rom (1995), în loc de țigan, iar în anul 2010 a organizat protestul unei părți a romilor împotriva includerii în Dicționarul Limbii Române, întocmit de către un colectiv al Academiei Române, a noțiunii de țigan în loc de aceea de rom. Nicolae Gheorghe a participat la reuniunile OSCE pentru drepturile omului, întâi ca reprezentant de ONG, apoi, între anii 1999–2006, ca senior adviser pe problemele romilor pentru Oficiul OSCE pentru Instituții Democratice și Drepturile Omului. În anul 2003 a elaborat „Planul de acțiune pentru îmbunătațirea situației romilor în spațiul OSCE”, plan ce avea să fie adopat de către Consiliul Ministerial OSCE la conferința de la Maastricht. Din anul 2007, când a revenit în România, a susținut toate demersurile sale ulterioare, la nivel internațional sau național, de activism în slujba drepturilor romilor.
Diagnostigat cu cancer, a decedat în anul 2013. Pentru implicarea sa în activismul civic rom din țara lui, Consiliul General al Municipiului București a aprobat  proiectul de hotărâre privind atribuirea denumirii de “Piața Nicolae Gheorghe” spațiului public aflat la intersecția străzilor Sfinții Apostoli și dr. Raul Orleanu din Sectorul 4, București.

## Citate
„„Sunt pierdut, sunt deprimat, sunt complet nul, pentru că sunt în golul dintre identități… Când sunt român, când sunt țigan, când sunt rom, când sunt european, când sunt cosmopolit, când sunt x, când sunt y și, uneori, simt că sunt între… într-un limbo, rămân în vid, rămân cu mine însumi… și atunci nu mai am niciun reper de identitate””—Nicolae Gheorghe, https://nicolaegheorghe.ro/

## Premii
- 1992: Premiul pentru drepturile omului al statului francez.
- 1993: Premiul Bruno Kreisky la Viena pentru servicii aduse drepturilor omului în Europa.
- 1997: Romani CRISS a primit premiul Uniunii Europene și Statelor Unite pentru Drepturile Omului și Democrație.[11]